# Urszula Grabowska

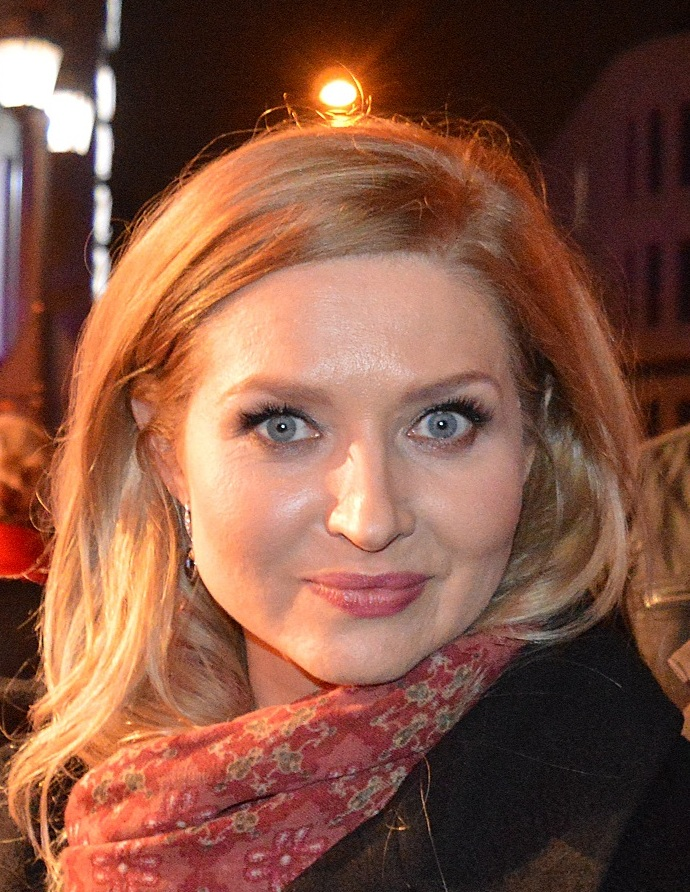
Urszula Grabowska im Jahr 2018

Urszula Grabowska (* 27. Juni 1976 in Myślenice, Polen) ist eine polnische Schauspielerin.

## Leben
Urszula Grabowska wurde in Myślenice, im Süden Polens, in eine Arbeiterfamilie mit zwei älteren Brüdern hineingeboren. Ihr Vater Tadeusz war Maschinenschlosser im Sendzimir-Stahlwerk, ihre Mutter arbeitete als Näherin. Ihre Kindheit verbrachte sie in Nowa Huta, einem Stadtteil von Krakau. Sie besuchte zunächst eine Fachschule für Bekleidung und studierte später an der Theaterschule in Krakau. Im Anschluss spielte sie dort an verschiedenen Theatern, doch der große Erfolg stellte sich noch nicht ein. Aufgrund beruflicher Enttäuschungen spielte sie eine Zeitlang sehr wenig und lehnte Rollen ab. Insgesamt nahm sie anderthalb Jahre lang eine Auszeit von der Arbeit. Die Schwangerschaft mit Sohn Antoni beschrieb Grabowska selbst als die beste Therapie – danach begann sie wieder zu spielen.
2001 gab sie ihr Filmdebüt in Przedwiośnie und wurde zu einer vielbeschäftigten Film- und Serienschauspielerin. Für ihre Rolle in dem Film Joanna wurde sie mit dem Polnischen Filmpreis als Beste Hauptdarstellerin ausgezeichnet. In dem Film spielt sie eine junge Frau, die während der Nazizeit ein jüdisches Mädchen versteckt.

## Filmografie
- 2010: Joanna
- 2016: Memories of Summer (Wspomnienie lata)
- 2017: Carte Blanche
- 2019: The Pleasure Principle – Geometrie des Todes
- 2021: Stulecie Winnych

## Auszeichnungen
- 2011: Polnischer Filmpreis – Beste Hauptdarstellerin (in dem Film Joanna)